# デスヤンキー
『デスヤンキー 中坊篇』は、2011年9月3日公開の日本映画。2011年11月3日公開の第2弾『デスヤンキー 高校生篇』、第3弾『デスヤンキー 死闘篇』についてもここで扱う。

## デスヤンキー 中坊篇

### キャスト

#### 成稟第一中学校
龍桜良太：亜未巻土
今作の主人公
風祭えりみ：留川真帆
紅一点
玉型加筋：大村一隆
通称:たまちゃん
赤星銀河：酒井ヨヲスケ
通称:やーさん

#### 成稟第2中学校
単原海路：玖導成近
早田力：藤田佳秀
保竜之新：渡名喜忠信
続編の主人公

#### 成稟第3中学校
猪又世助：猫ひろし
宮鹿洋平：BETTANA!!
安芸乃島霊時：伏岡嘉則

#### 成稟第4中学校
橋本徹：ジジ・ぶぅ
佐竹一：崇岡白

#### 成稟第5中学校
岩田ゲン：隼吏アキーム
三上努：大里祐貴
仙道力：中内啓行

#### 東蘭正場中学校
広高次：吾磨壮奇
ヤクザの息子
森島かずお：彪芽立
一條ひさし：市川真治
杉本亜美子：まどか美穂

##### 悪蘭四天王
鷲鷹士：室本浩志
宮之沢鶴吉：岸野尚也

#### 成稟高校
ヘルメッツ：佳本周也

#### 龍桜家
龍桜つゆ：みろ
龍桜めん：奈之未夜
龍桜むぎ：木夏咲
龍桜ひや：りお

#### その他
広大次郎：ギュウゾウ（電撃ネットワーク）
広組組長であり高次の父
刑事：ジジ・ぶぅ
通称:鬼瓦。橋本の父
東蘭正場中学校の女性教師：ジジ・ぶぅ
橋本の母

### スタッフ
- 監督：佳本周也
- プロデューサー：佳本周也・さかたまゆみ
- 脚本：佳本周也
- 撮影：佳本周也
- アクション：みろ
- 音楽プロデュース：RUKA

## デスヤンキー 高校生篇

### キャスト

#### 成稟高校
龍桜良太：亜未巻土
今作の主人公
保竜之新：渡名喜忠信
今作の主人公、ヘルメッツの弟
風祭えりみ：留川真帆
広高次：吾磨壮奇
ヤクザの息子
玉型加筋：大村一隆
通称:たまちゃん
赤星銀河：酒井ヨヲスケ
通称:やーさん
森島かずお：彪芽立
一條ひさし：市川真治
花形さとる：子安慎悟
猿綿実：野澤慶昌
安芸乃島霊時：伏岡嘉則
杉本亜美子：まどか美穂
保丈一郎：佳本周也
通称:ヘルメッツ、竜之新の兄

#### 佐竹軍団(高校行けたかった組)
佐竹一：崇岡白
鷲鷹士：室本浩志
早田力：藤田佳秀
三上努：大里祐貴
宮鹿洋平：BETTANA!!
岩田ゲン：隼吏アキーム
単原海路：玖導成近
黒岩やしき：田淵知之

#### 龍桜家
龍桜つゆ：みろ
龍桜めん：奈之未夜
龍桜むぎ：木夏咲
龍桜ひや：りお

#### その他
広大次郎：ギュウゾウ（電撃ネットワーク）
広組組長であり高次の父
官之宮太郎兵衛定清：藤原喜明
校長先生

### スタッフ
- 監督：佳本周也
- プロデューサー：奈之未夜・さかたまゆみ
- 脚本：佳本周也
- 撮影：佳本周也
- アクション：みろ
- 音楽プロデュース：RUKA
- 上映時間：81分

## デスヤンキー 死闘篇

### キャスト

#### 成稟高校
龍桜良太：亜未巻土
今作の主人公
保竜之新：渡名喜忠信
今作の主人公、ヘルメッツの弟
風祭えりみ：留川真帆
広高次：吾磨壮奇
ヤクザの息子
玉型加筋：大村一隆
通称:たまちゃん
赤星銀河：酒井ヨヲスケ
通称:やーさん
森島かずお：彪芽立
一條ひさし：市川真治
猿綿実：野澤慶昌
安芸乃島霊時：伏岡嘉則
花形さとる：子安慎悟
杉本亜美子：まどか美穂
保丈一郎：佳本周也
通称:ヘルメッツ、竜之新の兄

#### 編入組
佐竹一：崇岡白
早田力：藤田佳秀

#### 定時制組
鷲鷹士：室本浩志
単原海路：玖導成近

#### 高校行ってない組
黒岩やしき：田淵知之
岩田ゲン：隼吏アキーム

#### スキンヘッド軍団
堤沢鋭一：大里祐貴
有田鉄男：BETTANA!!

#### 龍桜家
龍桜つゆ：みろ
龍桜めん：奈之未夜
龍桜むぎ：木夏咲
龍桜ひや：りお

#### その他
広大次郎：ギュウゾウ（電撃ネットワーク）
広組組長であり高次の父
品区：長山浩巳
広組組員

### スタッフ
- 監督：佳本周也
- プロデューサー：佳本周也・奈之未夜・さかたまゆみ
- 脚本：佳本周也
- 撮影：佳本周也
- アクション：みろ
- 音楽プロデュース：RUKA
- 上映時間：79分